# Марк Ало
Марк Ало (на френски: Marc Alaux) е френски археолог, пътешественик, писател и издател.

## Биография
Марк Ало е роден през 1976 г.
Занимава се с археология, преди да поеме по пътя на книгоиздаването. Предприема 5 дълги пътешествия из Монголия, която изследва със страст и за която публикува множество трудове, като същевременно участва в конференции за историята, културата и икономиката на страната.